# Anna Leszczyńska
Anna Leszczyńska (1660, Krakov – 29. srpna 1727, Loir-et-Cher) byla polskou šlechtičnou z rodu Jabłonowski a matkou polského krále Stanislava I. Leszczyńskiho.

## Život
Anna se narodila jako dcera hejtmana a říšského knížete Stanislava Jana Jablonowského a Mariany Kazanovské. V roce 1676 se provdala za strážce pokladu Rafała Leszczyńskiho, syna zástupce kancléře Boguslava Leszczyńskiho.
Její syn Stanislav Leszczyński se stal s podporou Švédska v roce 1704 polským králem a vládl až do roku 1709. Během jeho první vlády sloužil její bratr Jan jako kancléř koruny.
Anna údajně následovala svého syna a jeho rodinu do exilu, kam Stanislav odešel po svém sesazení v roce 1709. Nejdříve ho následovala do Švédska, v roce 1714 do německého Zweibrückenu a nakonec v roce 1718 do Francie. Její vztah se synem v tu dobu nebyl údajně šťastný, protože litovala ztráty výsadního postavení a vyhnanství, z čehož vinila Stanislava, v čemž ji podporovala snacha Kateřina Opalinská.
Přes syna Stanislava byla Anna babičkou Marie Leszczyńské, která se v roce 1725 stala sňatkem s Ludvíkem XV. francouzskou královnou, a praprababičkou francouzských králů Ludvíka XVI., Ludvíka XVIII. a Karla X.